# Гімн Краснодарського краю
Гімн Краснодарського краю є символом Краснодарського краю. Прийнятий 24 березня 1995 року.

## Опис
Народна пісня "Ты, Кубань, Ты наша Родина" написана в 1914 році на російсько-турецькому фронті. Була присвячена козакам 1-го Кавказького козачого полку на згадку про бойову славу в роки Першої Світової війни. Автор слів — полковий священик Костянтин Образцов.
Текст пісні написаний у вигляді вітального послання, колективного листа на Кубань. Козаки згадують "станицы вольные — родной отцовский дом" і б'ються на смерть з "врагом-басурманином", щоб жила їх свята батьківщина.
Спочатку пісня виконувалася в невеликому крузі фронтовиків. Через рік-два її заспівали всі кубанські підрозділи армії, що діяли. В період громадянської війни вона була офіційним гімном Кубанської ради і Кубанської народної республіки. І в роки Великої Вітчизняної пісня піднімала бойовий дух козаків і разом з ними пройшла переможний шлях від берегів Кубані до Ельби.

## Текст гімну
Гімном Краснодарського краю є твір на слова полкового священика К. Образцова, покладений на народну музику, в обробці професора В. Захарченка, з російської переклав І. Самойлов.